# CANO
Pour les articles homonymes, voir Cano.
CANO est un groupe musical de folk rock et rock progressif canadien, originaire de Sudbury, en Ontario. Le groupe est actif entre 1975 et 1985, et est l'un des groupes franco-ontariens les plus populaires de son époque, avec Garolou.

## Biographie

### Origines
CANO est à l'origine un des projets dérivés de la Coopérative des artistes du Nouvel-Ontario, qui est établie dans la région de Sudbury (Ontario) en 1970, et dont il tire son nom. La coopérative est à l'origine du développement de plusieurs institutions culturelles dans la communauté franco-ontarienne, tels que la Galerie du Nouvel-Ontario, le Théâtre du Nouvel-Ontario et le festival La Nuit sur l'étang, outre CANO.

### Débuts et fin
Le groupe est composé des chanteurs/guitaristes André Paiement et Rachel Paiement, du violoniste Wasyl Kohut, des guitaristes Marcel Aymar et David Burt, du pianiste Michel Kendel, du bassiste John Doerr, et du batteur Michel Dasti. Le groupe possède collectivement une ferme près de Sturgeon Falls, et pouvait y enregistrer. Il est formé à la fin 1975 et joue son premier concert le 1er décembre à La Slague de Sudbury,.
Le groupe interprétait des chansons traditionnelles du folklore canadien-français et du matériel original de Aymar, des Paiement et de Robert Dickson. Dans leur troisième album, Eclipse, ils ont aussi chanté en anglais. Le groupe a surtout eu du succès dans les palmarès de musique pop au Québec et en France, en plus de quelques succès au Canada anglophone. Eclipse et Rendezvous, sont joués sur CFNY-FM. Le groupe connait aussi des tragédies : en 1978 André Paiement se suicide, et en 1981, Wasyl Kohut meurt subitement.
L'Esprit du Nord, une compilation produite en 1980 trace l'intégration du groupe dans le pop, le rock, et le jazz, de sa base folklorique. Après le départ de Rachel Paiement en 1980, les autres musiciens enregistrent l'album Camouflage sous le nom de Masque. 
En 1984, Aymar, Burt, Ben Mink et Mary Lu Zahalan ressuscitent CANO pour une tournée. Ils ont enregistré le dernier album du groupe, Visible, et ont donné des concerts en Ontario, au Québec et au Japon avant la dissolution du groupe pour de bon. CITY-TV utilise un morceau du groupe pour leurs thèmes des Great Movies dans les années 1980 et le groupe enregistre plusieurs productions de l'Office national du film du Canada.

### Post-séparation
En 2003, Universal Music Canada met sur le marché CANO - The Best of/Les Meilleurs succès, une compilation qui fait partie de leur série 20th Century Masters - The Millennium Collection.
Au début de l'année 2008, le groupe annonce son intention de permettre le téléchargement de ses musiques sur iTunes. Le groupe relança Rendezvous dans les magasins iTunes Store à l'été 2008, et Eclipse au printemps 2009. Le groupe donne une représentation au  festival La Nuit sur l'étang en 2010, avec Monique Paiement, la jeune sœur de Rachel et André, ainsi qu'à L'Outaouais en Fête, le 25 juin 2010, au Parc des Cèdres, à Gatineau.

## Discographie
- 1976 : Tous dans l'même bateau
- 1977 : Au nord de notre vie
- 1978 : Eclipse
- 1979 : Rendezvous
- 1980 : Spirit of the North
- 1981 : Camouflage (sous le nom de Masque)
- 1985 : Visible
- 2003 : CANO - The Best of/Les meilleurs succès